# Ghomaras

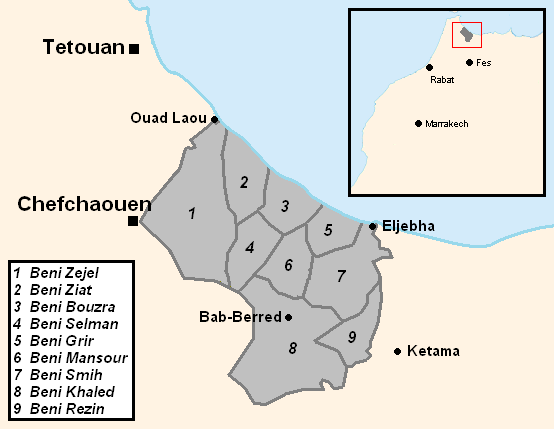
Territorio de los ghomaras.

Los ghomara son una confederación de tribus del norte de Marruecos de origen amazig.
Pueblo nativo del estrecho de Gibraltar, los ghomara en su mayoría hablan un dialecto mixto marroquí, pero todavía se habla el ighomaren, bereber del grupo masmuda.
Su territorio se situaba en todo el norte de Marruecos y Rif, pero se fue recortando debido a la llegada de los amazig nómadas: los zenata y los senhaya y por los recortes de su territorio por las dinastías de los merínidas y alauíes, así como la llegada de tribus árabes y los moriscos expulsados de España. Actualmente representa un pequeño territorio costero entre los ríos Ued Lau y Uringa, al este de Chauen y al sur de Tetuán.
Toponimia:
Según Ibn Jaldún la palabra "ghomara" procede del hijo de Mazigh "Ghomer", antepasado de los ghomara.

## Confederación de los ghomaras
Después de la division administrativa de los merínidas quedó dividida en zona del Rif y al Habt, y en la dinastía alauita el Habt se convirtió en Jbla y ghomara en un territorio entre Tetuán. Las 9 tribus o cabilas tradicionalmente asimiladas a la confederación de los ghomaras son:
- Beni Ziat (arabófona)
- Beni Sechyel (arabófona)
- Beni Guerir (arabófona)
- Beni Smih (arabófona)
- Beni Erzin (arabófona)
- Beni Jaled (arabófona)
- Beni Selmán (bereberófona)
- Beni Buzera (bereberófona)
- Beni Manzor (bereberófona)

De Ghomara procede "Gomera" en Peñón de Vélez de la Gomera, así como algunos otros topónimos como Gómara o Gomérez. De los ghomaras podría proceder el nombre de la isla de La Gomera. 

## Ubicación
Su territorio se localiza en todo el norte de Marruecos, pero su territorio fue menguando debido a las distintas que han ido gobernando Marruecos. Según Ibn Jaldún, que dedicó un libro especial a Ghomara, titulado Bab ghmara, cuando los musulmanes invadieron Marruecos encontraron al rey de Ghomara don Julián en Ceuta, que era su capital, y secuestraron a sus hijos y familia como rehenes para que los ayudase a invadir la península Ibérica.